# Василько, Николай Николаевич
Николай Николаевич Василько (нем. Nikolaj Ritter von Wassilko; 25 марта 1868 года, с. Лукавцы, Австро-Венгрия — 2 августа 1924 года, Бад-Райхенхалль, Веймарская республика) — украинский общественный и политический деятель, дипломат.

## Биография
Николай Василько родился 25 марта 1868 года в селе Лукавец (ныне Луковцы Вижницкого района Черновицкой области Украины) в Буковине, в православной дворянской семье. Его отцом был богатый румынский помещик, барон Николай Василько, а матерью румынская армянка. Получил образование в Терезиануме. Во время учёбы он стал членом Буковинского студенческого союза. По окончании Терезианума Василько владел тремя языками (румынским, немецким и французским) и обширными связями в среде австрийской аристократии. После ранней смерти родителей он в 24 года стал обладателем миллионного наследства, которое растратил в течение нескольких лет.

## Политическая деятельность
Василько решил заняться румынской политикой, но не имел успеха и начал деятельность среди буковинских русинов. Сперва он примкнул к т. н. «старорусской» партии, декларирующей единство русинов (малороссов) с белорусами и великороссами, так как украинофилы составляли в то время меньшинство в Буковине. Василько объявил себя руським и в соратничестве с галичанином Крушинским, издававшим в Черновцах газету «Буковинские ведомости», начал агитационную кампанию, выставив свою кандидатуру в Австрийский парламент от избирательного округа Вижница-Путила.
А. Геровский, известный москвофил вспоминает: 

Обходя русских интеллигентов в Черновцах, Василько нанес визит и нам. Мой отец, только недавно приехавший из ссылки, из далекого Иннсбрука, тогда политикой не занимался, но он пользовался авторитетом в русских кругах, как бывший член австрийского парламента и зять А. И. Добрянского. Василько явился к нам в сопровождении Крушинского. Я хорошо помню его первый визит. Это был смазливый, элегантный молодой господин с изящными манерами, говорящий прекрасно по-немецки. Говорил он о своем желании послужить «своему русскому народу» в Буковине, у которого «так мало своих интеллигентных сил». Не преминул он упомянуть и моего деда, Добрянского, который-де должен служить примером для каждого русского политика, и т. д. Мой отец отнесся скептически к личности новоявленного русского вождя. По его мнению, это был «новый Шептицкий». Это было верно до некоторой степени. Тактика у них была одна и та же. Оба они притворялись сперва русскими, а потом «украинцами». Но побуждения и цели были разные. Шептицкий преследовал религиозно-политические цели. В интересах Польши и Рима он желал превратить русских галичан в настоящих римокатоликов и оторвать их от русского народа, переделав их в «украинцев». У Василька же единственной целью были деньги.— Геровский, А. Галерея украинских вождей в Австрии.
В 1898 году Николай Василько был избран депутатом Австро-Венгерского парламента и Буковинского ландтага. В первое время общение с электоратом было затруднено тем, что депутат не знал языка русинов и общался при помощи переводчика. До Первой мировой войны Василько переизбирался на всех сеймовых и парламентских выборах.
С течением времени Василько отошел от т. н. «общерусской» концепции, перейдя в «самостийнический» лагерь, и вместе со Смаль-Стоцким стал ведущей фигурой в украинской политике Буковины. С началом преследований москвофилов в Буковине Василько играл большую роль в борьбе против москвофильских организаций и их деятелей. В 1910 году все москвофильские организации края были закрыты.

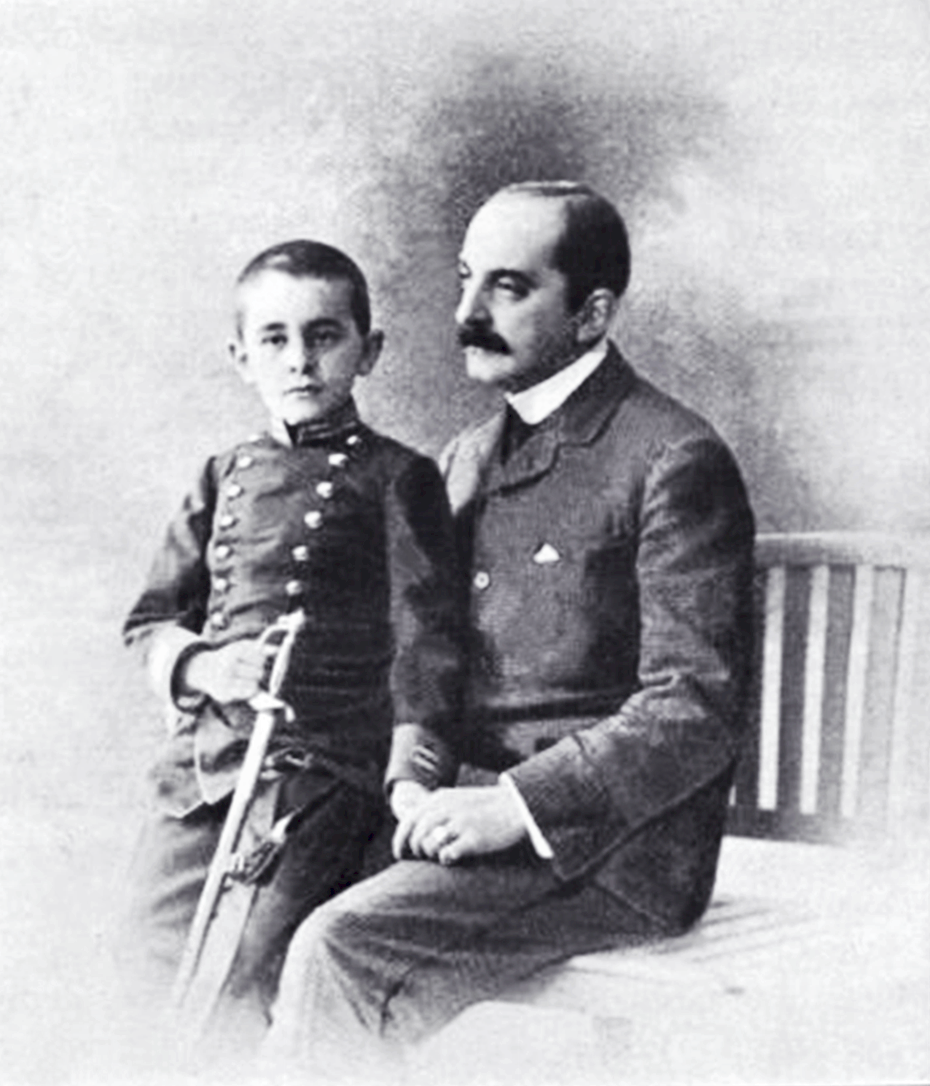
С сыном, 1903 год

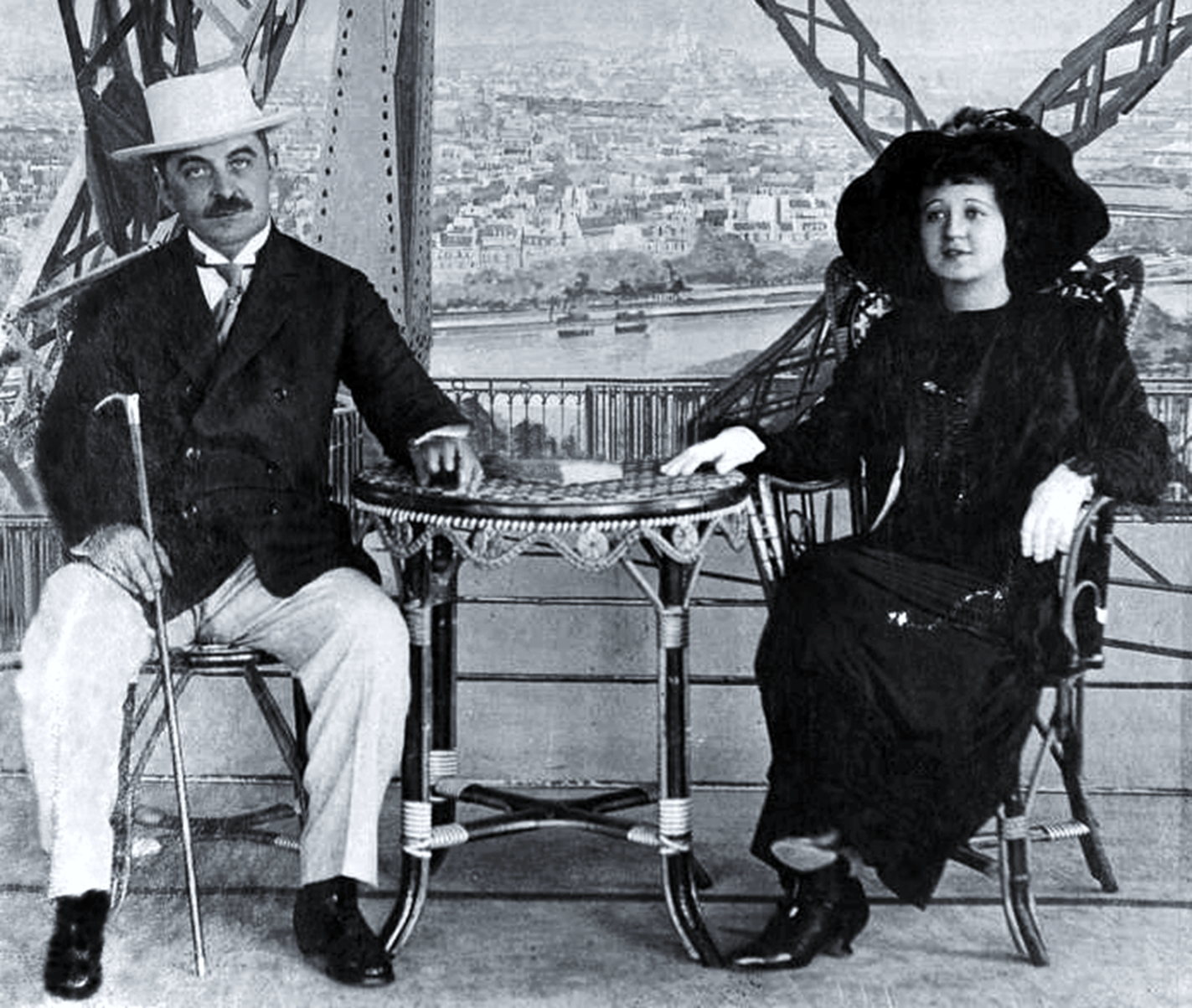
С женой Гердой Вальден

С началом Первой мировой войны, 1 августа 1914 года была основана Главная украинская рада, одним из основателей и членов которой стал Василько. В 1915 году партия трансформировалась во Всеобщую украинскую раду. Но еще в 1914 году Василько принял активное участие в создании добровольческого Гуцульского куреня. Это подразделение лихо воевало против российских войск, которые оперировали в Карпатах в ноябре-декабре 1914 года. В 1918 году Василько принимал участие в переговорах в Брест-Литовске. С октября 1918 года входил в Украинскую национальную раду.
После провозглашения Украинской народной радой Западно-Украинской народной республики Н. Василько возглавил представительство ЗУНР в Вене. После прихода к власти Директории УНР, в 1919 году, Василько, являясь министром и соратником С. Петлюры, занимал должность посла УНР в Швейцарии. В августе 1923 года он был переведён послом в Германию. Он и умер в 1924 году в курортном городке Бад-Райхенгалль. Похоронен на православном кладбище Тегель в Берлине.